# Акжал (Алматинская область)
Акжал (каз. Ақжал) — село в Енбекшиказахском районе Алматинской области Казахстана. Входит в состав Кырбалтабайского сельского округа. Код КАТО — 194063200.

## Население
В 1999 году население села составляло 313 человек (158 мужчин и 155 женщин). По данным переписи 2009 года, в селе проживало 416 человек (215 мужчин и 201 женщина).